# Международный фестиваль песни в Сопоте
Международный фестиваль песни в Сопоте (пол. Sopot Festival; ранее пол. Międzynarodowy Festiwal Piosenki, в 1977—1980 гг. пол. Międzynarodowy Festiwal Interwizji) — международный эстрадный конкурс и фестиваль песни, организуемый в городе-курорте Сопоте с 1961 года. Один из крупнейших фестивалей поп-музыки в Европе.
В фестивале принимают участие исполнители из стран Прибалтики, Восточной Европы, Центральной Азии, Африки, Латинской Америки и других стран мира. Среди победителей конкурса песни —Анна Герман, Алла Пугачёва, Марион Рунг, Herreys, Mattafix, Габриэлла Чилми, Эрик Сааде, Эва Фарна и другие.
В разные годы на фестивале в качестве гостей выступали звёзды мировой музыки, среди которых Глория Гейнор, Элтон Джон, Уитни Хьюстон, Шарль Азнавур, Дитер Болен, Карел Готт, Петула Кларк, Томас Андерс, Ин-Грид, Ottawan, Boney M, Патрисия Каас, Джонни Кэш, Чак Берри, Ванесса Мэй, Энни Леннокс, Крис Ри, Vaya Con Dios, Танита Тикарам, Ла Тойя Джексон, Kajagoogoo, Горан Брегович, Анастейша. В 2019 году в качестве хедлайнера выступила знаменитая польская певица Марыля Родович.

## История фестиваля

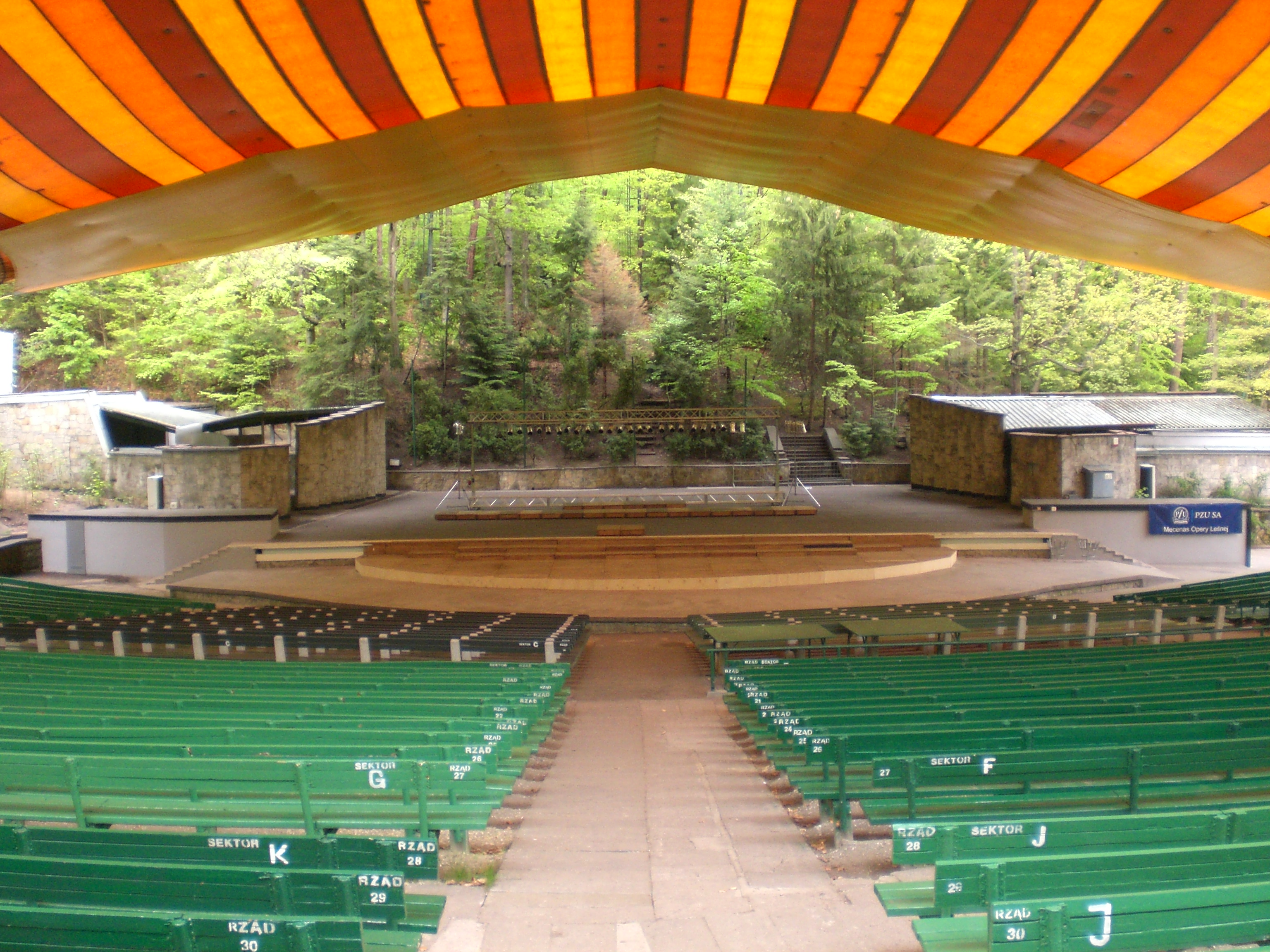
«Лесная опера» в Сопоте

Инициатива проведения международного фестиваля песни принадлежала Владиславу Шпильману и Шимону Закшевскому. В 1961—1963 гг. фестиваль проводился в находящемся в г. Сопоте зале Гданьской судоверфи, затем — в амфитеатре «Лесная Опера».
В 1977—1980 гг. вместо фестиваля песни проходил Конкурс песни «Интервидение».
В отличие от «Евровидения», на Международном фестивале песни в Сопоте часто менялась формула определения победителя, а участникам предлагались различные конкурсы. Например, на 4-м фестивале «Интервидение» было два конкурса: один для исполнителей, представлявших телевизионные компании, другой для представителей фирм грамзаписи. В первом жюри рассматривало художественные достоинства песни, во втором исполнительскую интерпретацию.
В 1981—1983 гг. конкурс не проводился по причине обострения политической ситуации в стране и введения военного положения.
В 1991 году на фестивале дебютировали Латвия и Литва как независимые государства до официального их признания ООН. С того же года на фестивале остался один конкурс — «Гран-при».
В 1993 году на фестивале проводился «Концерт воспоминаний», где польские исполнители спели песни победителей прошлых лет.
С 1994 по 2004 организатором конкурса было государственное телевидение TVP, с 2005 года — частный канал TVN.
В 2010 и 2011 году фестиваль не состоялся из-за ремонта амфитеатра «Лесная Опера».
В 2012—2014 гг. организатором было телевидение Polsat, а фестиваль носил название Sopot Top Of The Top Festival (2012—2013) и Polsat Sopot Festival (2014).

## Места проведения фестиваля
Первые три фестиваля состоялись в зале Гданьской судоверфи. С 1964 года фестиваль переехал в амфитеатр на открытом воздухе «Лесная опера». В амфитеатре 4400 посадочных места, оркестровая яма вмещает до 110 музыкантов.

## Победители фестиваля
Этот список включает в себя только победителей самых престижных конкурсов в рамках музыкального фестиваля песни в Сопоте. В 1974—1976 гг. самой престижной наградой считалось «Гран-при де диск», а в 1977—1980 гг. — Гран-при «Интервидения». На протяжении большей части истории фестиваля главным призом был «Янтарный Соловей»..
Также бывали и «утешительные призы»: «Первая премия», «Вторая премия», «Третья премия», «Приз прессы», «Приз зрителей», «Приз польского ТВ» и др.
| Год                                                                            | Дата                    | Страна         | Исполнитель             | Песня(и)                                 |
| ------------------------------------------------------------------------------ | ----------------------- | -------------- | ----------------------- | ---------------------------------------- |
| 1961-1973: Price for the Masterpiece                                           |                         |                |                         |                                          |
| 1961                                                                           | 25—27 августа           | Швейцария      | Джо Роланд              | «Nous Deux»                              |
| 1962                                                                           | 6-8 июля                | Греция         | Йованна                 | «Ti Krima»                               |
| 1963                                                                           | 15—18 августа           | СССР           | Тамара Миансарова       | «Пусть всегда будет солнце»              |
| 1963                                                                           | 15—18 августа           | Франция        | Симона Ланглуа          | «Toi et ton sourire»                     |
| 1964                                                                           | 6—12 августа            | Греция         | Надя Констандопулу      | «Je te remercie mon coeur»               |
| 1965                                                                           | 5—8 августа             | Канада         | Моник Лерак             | «Mon pays»                               |
| 1966                                                                           | 25—28 августа           | США            | Лана Кантрелл           | «I’m All Smiles»                         |
| 1967                                                                           | 17—20 августа           | Польша         | Дана Лерска             | «Po prostu jestem»                       |
| 1968                                                                           | 22—25 августа           | Польша         | Урсула Сипиньска        | «Po ten kwiat czerwony»                  |
| 1969                                                                           | 21—24 августа           | Швейцария      | Анри Де                 | «Maria Consuella»                        |
| 1970                                                                           | 27—30 августа           | Канада         | Робер Шарльбуа          | «Ordinaire»                              |
| 1971                                                                           | 26—29 августа           | Великобритания | Саманта Джонс           | «He Moves Me»                            |
| 1972                                                                           | 23—26 августа           | СССР           | Лев Лещенко             | «За того парня»                          |
| 1972                                                                           | 23—26 августа           | Польша         | Анджей Домбровский      | «Do zakochania jeden krok»               |
| 1973                                                                           | 21—25 августа           | Великобритания | Тони Крэйг              | «Can You Feel It», «I Think Of You Baby» |
| 1974-1976: Grand Prix de disque (Гран-при де диск)                             |                         |                |                         |                                          |
| 1974                                                                           | 21—24 августа           | Финляндия      | Марион Рунг             | «Uskon lauluun»                          |
| 1975                                                                           | 20—23 августа           | Великобритания | Глен Уэстон             | «I Still Love You»                       |
| 1976                                                                           | 24—29 августа           | СССР           | Ирина Понаровская       | «Мольба»                                 |
| 1977-1980: Конкурс песни Интервидение                                          |                         |                |                         |                                          |
| 1977                                                                           | 24—27 августа           | Чехословакия   | Гелена Вондрачкова      | «Malovaný džbánku»                       |
| 1978                                                                           | 23—26 августа           | СССР           | Алла Пугачёва           | «Всё могут короли»                       |
| 1979                                                                           | 22—25 августа           | Польша         | Чеслав Немен            | «Nim przyjdzie wiosna»                   |
| 1980                                                                           | 20—23 августа           | Финляндия      | Марион Рунг             | «Hyvästi yö»                             |
| В 1981 — 1983 годах фестиваль не проводился из-за введения военного положения. |                         |                |                         |                                          |
| 1984-1987: Sopot Music Festival Grand Prix                                     |                         |                |                         |                                          |
| 1984                                                                           | 15—18 августа           | Польша         | Кристина Гизовска       | «Blue Box»                               |
| 1985                                                                           | 21—24 августа           | Швеция         | «Herreys»               | «Summer Party»                           |
| 1986                                                                           | 20—23 августа           | США            | Мери Гец                | «Hero Of My Heart»                       |
| 1987                                                                           | 19—22 августа           | ФРГ            | «Double Take»           | «Rockola»                                |
| 1988-1990: Golden Disc (Золотой Диск)                                          |                         |                |                         |                                          |
| 1988                                                                           | 20—23 августа           | США            | Кенни Джеймс            | «The Magic In You»                       |
| 1989                                                                           | 16—19 августа           | Норвегия       | «Dance with a Stranger» | «By»                                     |
| 1990                                                                           | 15—18 августа           | Польша         | Лора Шафран             | «Zły chłopak», «Trust Me At Once»        |
| 1991-1993: Sopot Music Festival Grand Prix                                     |                         |                |                         |                                          |
| 1991                                                                           | 22—25 августа           | Латвия         | «New Moon»              | «Ice»                                    |
| 1992                                                                           | 27—30 августа           | Австрия        | Сиско                   | несколько песен                          |
| 1993                                                                           | 26—28 августа           | Литва          | Арина                   | «Rain Is Coming Down»                    |
| 1994-2003: Sopot Music Festival Grand Prix (организатор — телевидение TVP)     |                         |                |                         |                                          |
| 1994                                                                           | 26-27 августа           | Польша         | «Varius Manx»           | «Zanim zrozumiesz»                       |
| 1995                                                                           | 25-26 августа           | Польша         | Кася Ковальска          | «Jak rzecz», «A to co mam»               |
| В 1996 году конкурс не проводился. В «Лесной опере» выступили польские певцы   |                         |                |                         |                                          |
| 1997                                                                           | 22-23 августа           | Нидерланды     | «Total Touch»           | «Somebody Else’s Lover»                  |
| 1998                                                                           | 21-22 августа           | Италия         | Алекс Барони            | «Male che fa male»                       |
| 1999                                                                           | 20-22 августа           | Польша         | Малгожата Островска     | «Lawa»                                   |
| 2000                                                                           | 18-19 августа           | Чехия          | Гелена Вондрачкова      | «Veselé Vánoce a šťastný nový rok»       |
| 2001                                                                           | 24-25 августа           | Бельгия        | Наташа Атлас            | «Ayeshteni»                              |
| 2002                                                                           | 23-24 августа           | Польша         | Ирена Сантор            | «Jeszcze kochasz mnie»                   |
| 2003                                                                           | 22-23 августа           | Польша         | «Skaldowie»             | «Hymn o miłości»                         |
| В 2004 году конкурс не проводился. Проходили только небольшие концерты.        |                         |                |                         |                                          |
| 2005—2009: Sopot Music Festival Grand Prix (Организатор — телевидение TVN)     |                         |                |                         |                                          |
| 2005                                                                           | 2-4 сентября            | Польша         | Анджей Пясечны          | «Z głębi duszy»                          |
| 2006                                                                           | 1-3 сентября            | Великобритания | «Mattafix»              | «Big City Life»                          |
| 2007                                                                           | 31 августа — 2 сентября | Польша         | «Feel»                  | «A gdy już jest ciemno»                  |
| 2008                                                                           | 23-24 августа           | Швеция         | «Oh Laura»              | «Release Me»                             |
| 2009                                                                           | 1 Июня                  | Австралия      | Габриэлла Чилми         | «Sweet About Me»                         |
| В 2010 и 2011 годах фестиваль не проводился.                                   |                         |                |                         |                                          |
| С 2012 г.: Sopot Top Of The Top Festival (Организатор — телевидение Polsat)    |                         |                |                         |                                          |
| 2012                                                                           | 24-25 августа           | Швеция         | Эрик Сааде              | «Hotter Than Fire»                       |
| 2013                                                                           | 23-24 августа           | Франция        | Imany                   | «You Will Never Know»                    |
| 2014                                                                           | 22-23 августа           | Польша         | Эва Фарна               | «Cicho»                                  |
| В 2015 — 2017 годах фестиваль не проводился.                                   |                         |                |                         |                                          |
| 2018                                                                           | 14-16 августа           | Румыния        | Михаил Санду            | «Who You Are»                            |
| 2019                                                                           | 13-15 августа           | Швеция         | Франс                   | «If I Were Sorry»                        |
| В 2020 году фестиваль не проводился из-за пандемии COVID-19.                   |                         |                |                         |                                          |
| 2021                                                                           | 17-20 августа           | Польша         | Давид Квятковский       | «Bez Ciebie»                             |
| 2022                                                                           | 16-19 августа           | Польша         | Михал Шпак              | «24 na 7»                                |
| 2023                                                                           | 21-24 августа           | Польша         | «Kwiat Jabłoni»         | «Od nowa»                                |
| 2024                                                                           | 19-22 августа           | Польша         | Оскар Цимс              | «Cały czas»                              |

## Галерея

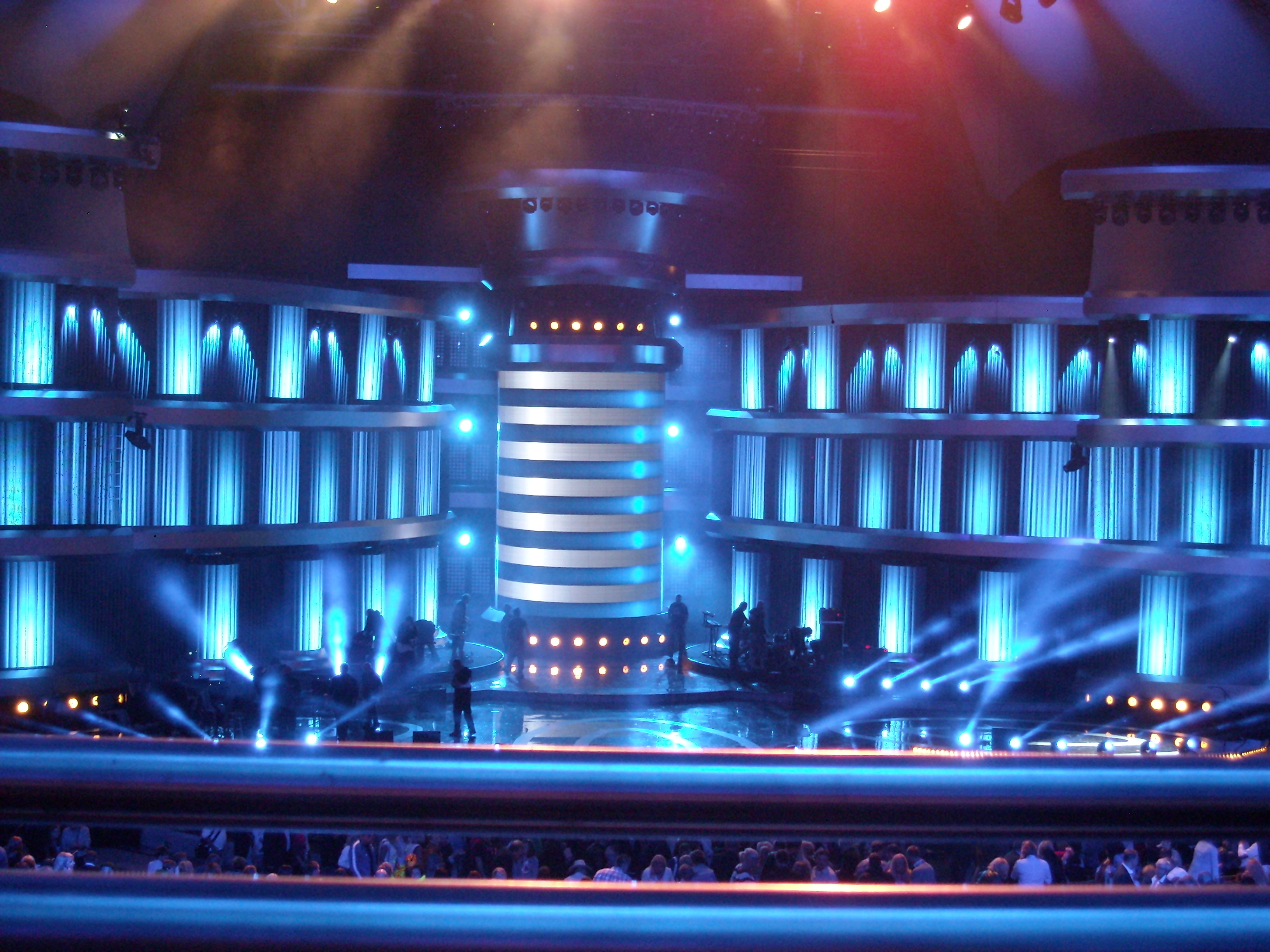
Сцена фестиваля в 2013 году
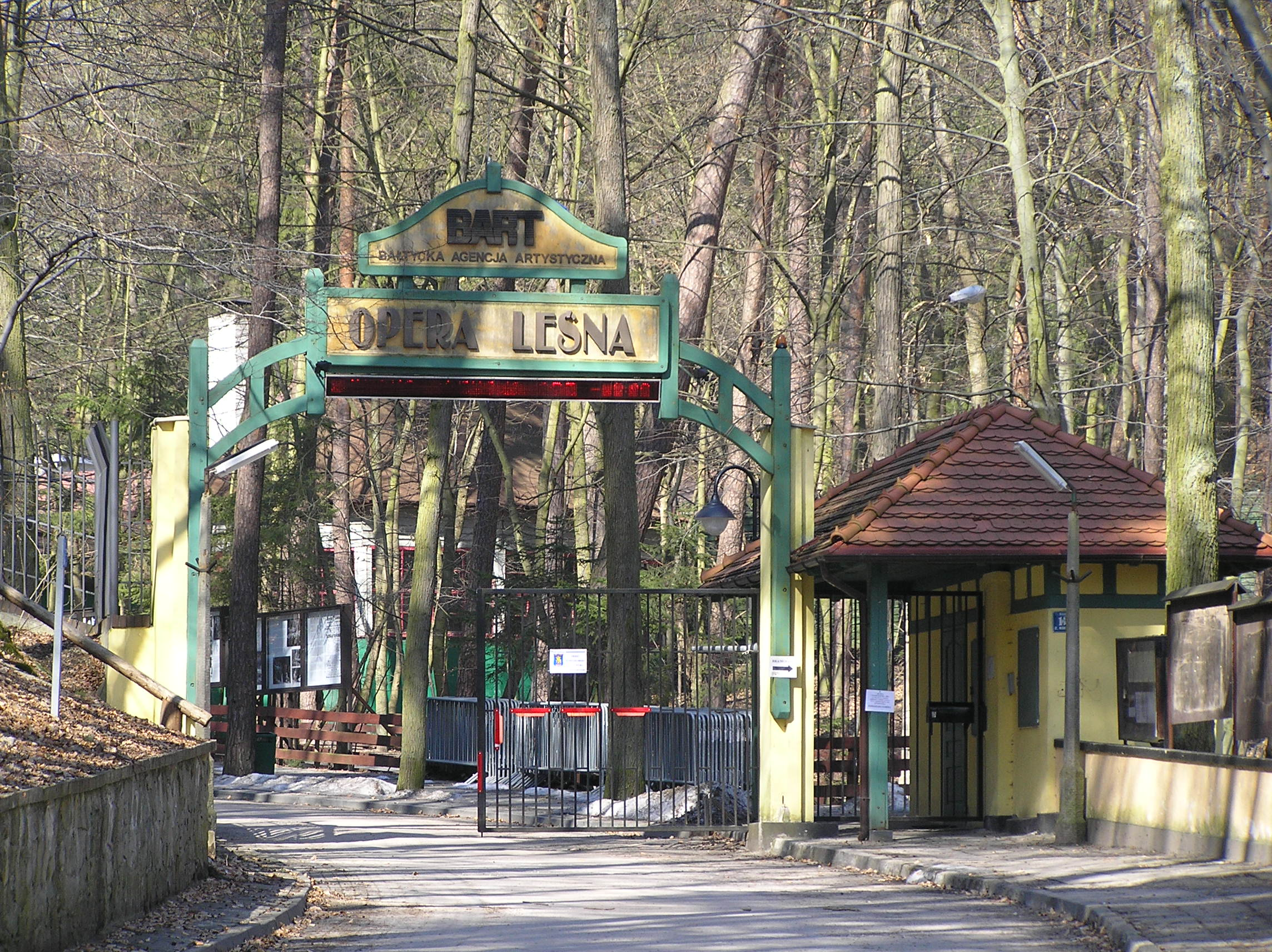
Входная группа «Лесной оперы»
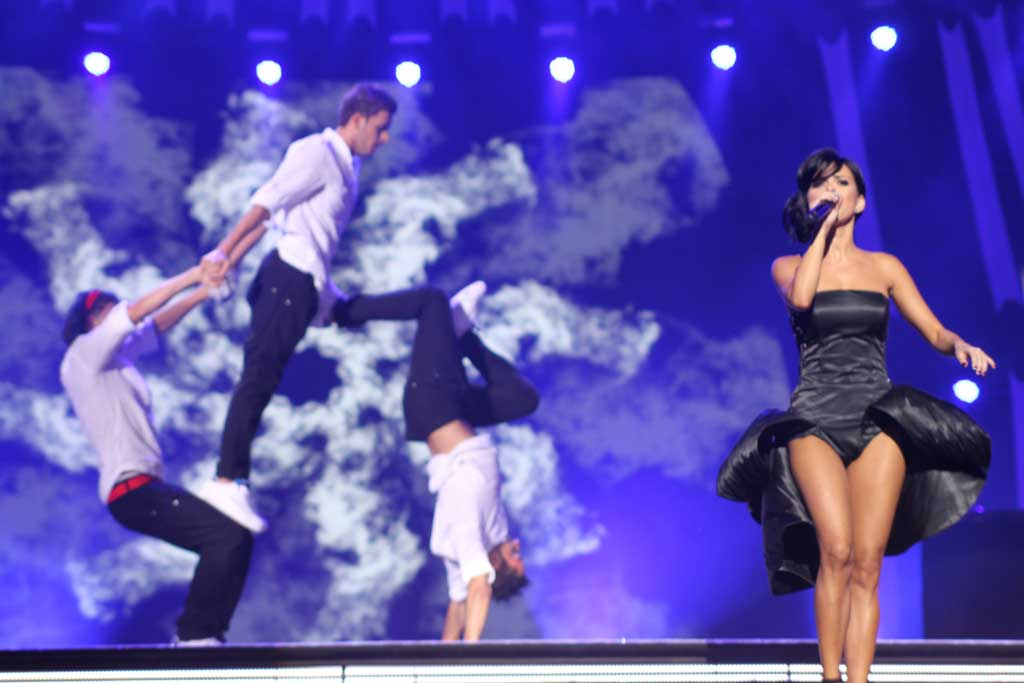
Инна во время своего выступления на фестивале в 2009 году
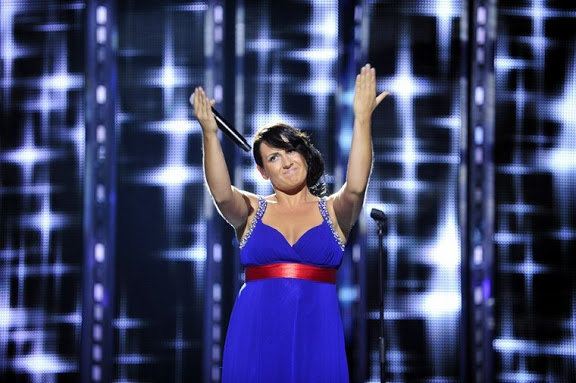
Катажина Вильк во время своего выступления на фестивале в 2009 году